# Robert Nicholas Young

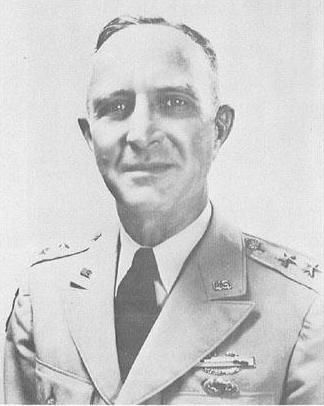
Generalleutnant Robert Nicholas Young

Robert Nicholas Young (* 14. Januar 1900 in Washington, D.C.; † 19. Oktober 1964 in Asheville, Buncombe County, North Carolina) war ein US-amerikanischer Generalleutnant der US Army, der zuletzt zwischen 1955 und 1957 Kommandierender General der Sixth US Army war.

## Leben
Young begann nach dem Schulbesuch ein grundständiges Studium an der University of Maryland, das er 1922 abschloss. Danach absolvierte er ein Offiziersausbildung und fand anschließend verschiedene Verwendungen als Offizier und Stabsoffizier in der US Army. Am 24. Dezember 1941 wurde er zum Oberstleutnant und bereits am 1. Dezember 1942 zum Oberst befördert. Als solcher war er zwischen Juni und September 1942 zunächst Assistierender Sekretär des Generalstabes sowie danach vom 4. September 1942 bis zum 13. März 1943 Sekretär des Generalstabes im US-Kriegsministerium. Er wurde im März 1943 stellvertretender Kommandeur der 70th Infantry Division und bekleidete diesen Posten bis Oktober 1944. Während dieser Zeit wurde er am 25. Juni 1943 zum Brigadegeneral befördert.
Anschließend war Young zwischen dem 9. Oktober und dem 13. Dezember 1944 stellvertretender Kommandeur der in Nordwesteuropa eingesetzten 3rd Infantry Division und anschließend vom 13. Dezember 1944 bis zum 7. Januar 1945 kommissarischer Kommandeur dieser Division, ehe er zuletzt im Zweiten Weltkrieg vom 8. Januar bis Juli 1945 wieder stellvertretender Kommandeur der in Nordwesteuropa eingesetzten 3rd Infantry Division. Für seine Verdienste in dieser Zeit wurde ihm erstmals die Army Distinguished Service Medal sowie der Silver Star verliehen. Nach Kriegsende war er vom 15. Juli 1945 bis zum 15. Juni 1946 Kommandeur des Militärbezirks Washington.
Während des Koreakrieges übernahm Generalmajor Young am 20. September 1951 von Brigadegeneral Thomas E. Deshazo den Posten als Kommandeur der dort eingesetzten 2nd Infantry Division, den er bis zu seiner Ablösung durch Generalmajor James C. Fry am 4. Mai 1952 innehatte. Für seine dortigen Verdienste wurde er erneut mit der Army Distinguished Service Medal ausgezeichnet. Nach seiner Rückkehr in die USA war er von Juni 1952 bis Januar 1953 Kommandeur des Infanteriezentrums in Fort Benning sowie im Anschluss vom 6. Februar 1953 bis zum 4. Mai 1955 Assistierender Chef des Stabes der US Army für Personal (G 1). Zuletzt wurde er als Generalleutnant am 1. Juli 1955 Kommandierender General der Sixth US Army und übte diesen Posten bis zu seinem Eintritt in den Ruhestand am 30. September 1957 aus. Für seine Verdienste in dieser Zeit wurde ihm ein weiterer Army Distinguished Service Medal sowie ein Legion of Merit verliehen.
Aus seiner Ehe mit Cameron Davis Young ging seine Tochter Carolyn Davis Young hervor, die aber bereits 1945 im Alter von 16 Jahren verstarb. Nach seinem Tode wurde er auf dem Nationalfriedhof Arlington beigesetzt.

## Auszeichnungen
- Army Distinguished Service Medal (3 ×)
- Silver Star
- Legion of Merit